# Axiom Mission 4
Die Axiom Mission 4 (kurz Ax-4) war ein bemannter Flug mit einer Crew-Dragon-Raumkapsel zur Internationalen Raumstation (ISS). Betreiber der Mission war das Raumfahrtunternehmen Axiom Space, während SpaceX den Transport mit der Crew Dragon durchführte. Die Mission war die vierte bemannte Mission von Axiom Space zur ISS und startete am 25. Juni 2025.

## Besatzung
Die US-Amerikanerin Peggy Whitson fungierte als Kommandantin der Mission. Whitson war schon Kommandantin der Axiom Mission 2. Für sie war Ax-4 der fünfte Flug in den Weltraum, während es den ersten Flug für die restlichen Besatzungsmitglieder darstellte.
Pilot der Mission war der Inder Shubhanshu Shukla. Shukla ist Pilot bei den indischen Luftstreitkräften und wurde von der Indischen Weltraumforschungsorganisation für die Mission ausgewählt. Er ist nach Rakesh Sharma im Jahr 1984 der zweite Inder im Weltraum und der erste, der die ISS betritt. Außerdem soll Shukla auch Teil der ersten indischen bemannten Raumfahrtmission Gaganyaan werden.
Als Missionsspezialist nahm der polnische Ingenieur Sławosz Uznański-Wiśniewski teil. Dieser war seit 2022 in der Reserve des Europäischen Astronautenkorps und war nach 1978 der zweite polnische Staatsbürger im Weltraum und ebenfalls der erste auf der ISS.
Zweiter Missionsspezialist war Tibor Kapu aus Ungarn. Kapu wurde 2023 für das Programm Hungarian to Orbit (HUNOR) der ungarischen Weltraumagentur ausgewählt. Mit dem Start war er nach 1980 der zweite ungarische Astronaut und der erste auf der ISS.
Als Ersatzmannschaft waren der indische Pilot Prasanth Balakrishnan Nair, der ebenfalls den indischen Luftstreitkräften angehört, sowie der ungarische Missionsspezialist Gyula Cserényi vorgesehen.
Der Slogan der Mission lautete Realize the Return (deutsch etwa „die Rückkehr realisieren“) und bezog sich darauf, dass seit den 1970er- und 1980er-Jahren keine Astronauten mehr aus den Ländern Ungarn, Indien und Polen im Weltraum waren. An Bord der Mission befand sich auch ein Schwerelosigkeits-Indikator in Form eines kleinen Babyschwan-Kuscheltiers mit dem Namen Joy.

## Raumschiff
Bei der Mission kam zum ersten Mal die Crew-Dragon-Kapsel mit der Seriennummer C213 zum Einsatz. Dies war die fünfte Ausführung der bemannten Version der Dragon 2 und soll auch das letzte Modell der Reihe bleiben. Ursprünglich sollte die Kapsel schon für SpaceX Crew-10 verwendet werden, sie konnte jedoch nicht rechtzeitig fertiggestellt werden. Am 5. Juni wurde die Kapsel zum Hangar am Launch Complex 39 des Kennedy Space Center transportiert.

## Missionsverlauf

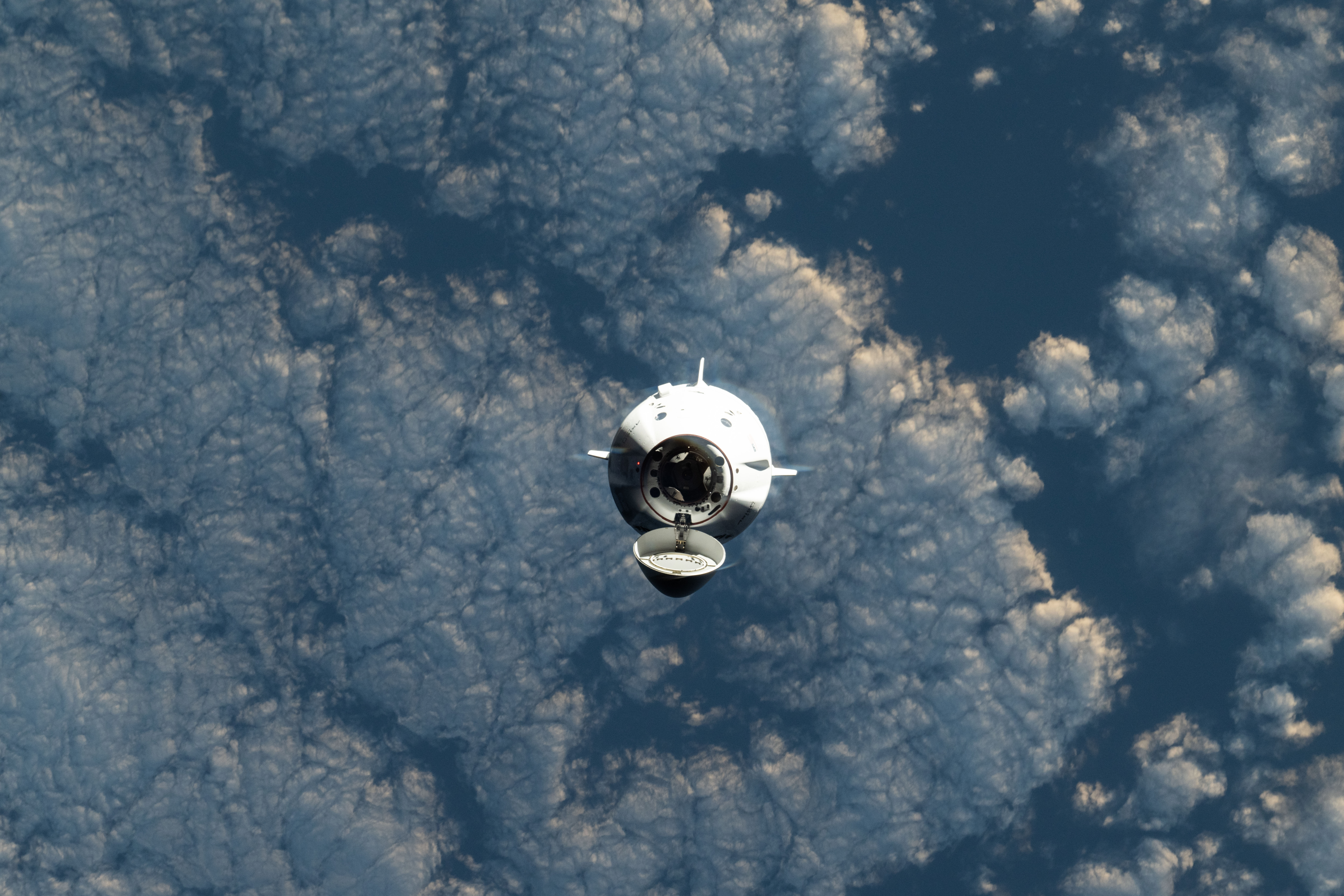
Die Crew-Dragon-Kapsel auf dem Anflug zur ISS

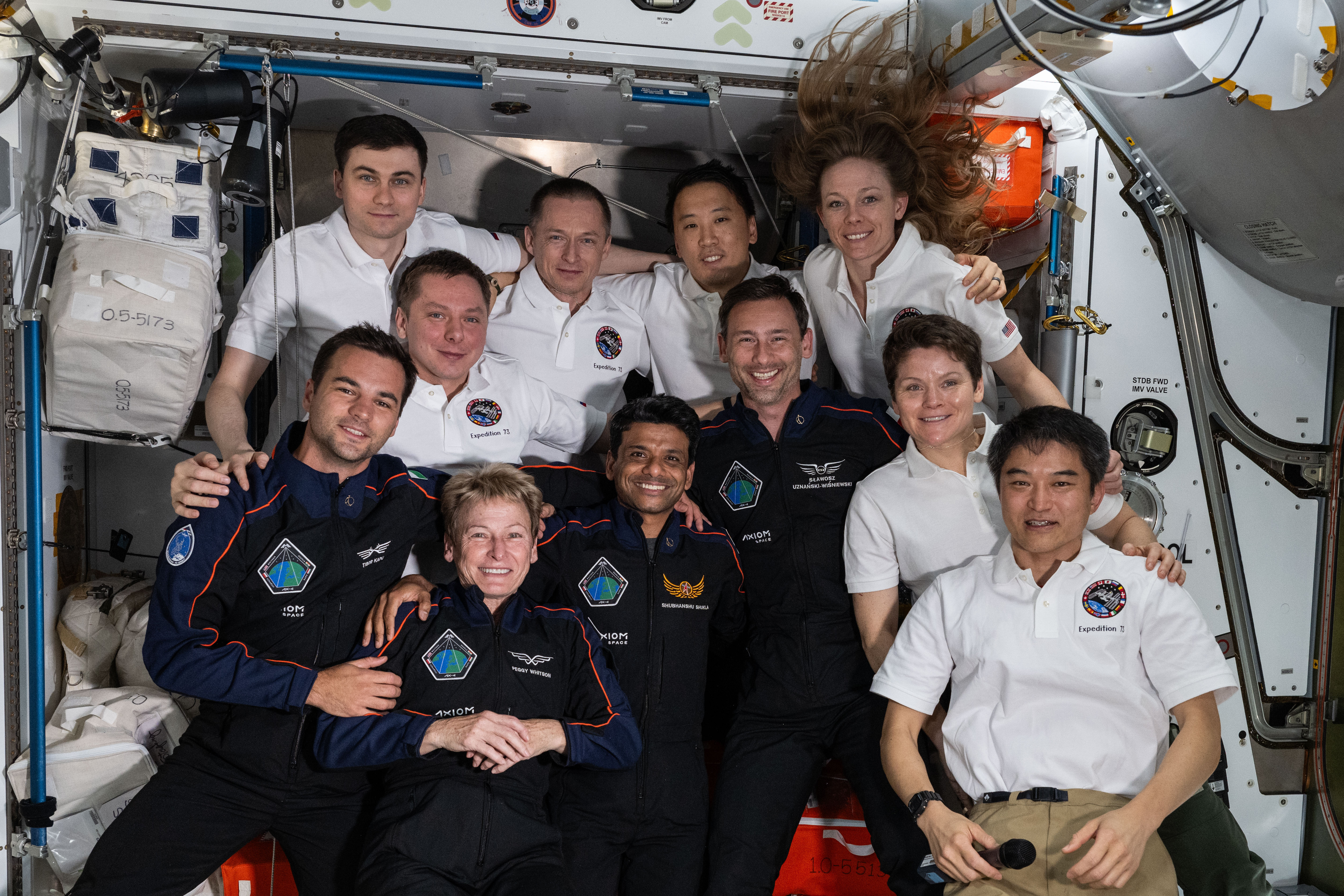
Besatzungen der Axiom Mission 4 und der ISS-Expedition 73

Als ursprünglicher Starttermin war Ende Mai 2025 geplant. Dieser wurde mehrfach auf Anfang Juni verschoben; unter anderem wurde der Start aufgrund ungünstiger Wetterbedingungen auf den 10. Juni verlegt. Der Start musste jedoch aufgrund eines Lecks an einem Flüssigsauerstofftank, das am Tag zuvor bei einer Inspektion entdeckt wurde, verschoben werden. Weiterhin wurde am 12. Juni gemeldet, dass nach Reparaturarbeiten am Servicemodul Swesda der ISS Auffälligkeiten in Bezug auf den Druck festgestellt wurden. Durch eine weitere Verschiebung von Ax-4 sollten genauere Inspektionen des Moduls ermöglicht werden. Bei den Arbeiten wurden kleinere Lecks am Modul abgedichtet und die Entwicklung des Drucks im Modul beobachtet. Von zwei möglichen Startterminen am 19. und 22. Juni wurde abgesehen, um weitere Überprüfungen vorzunehmen. Der Start fand schließlich am 25. Juni um 06:31 UTC (02:31 EDT Ortszeit) statt und die Crew-Dragon-Kapsel koppelte am 26. Juni um 10:31 UTC an die ISS an.
Die Astronauten verbrachten im Rahmen der Mission zwei Wochen an Bord der ISS. Dort führten sie etwa 60 wissenschaftliche Experimente durch, die von Forschern aus 31 verschiedenen Ländern entwickelt wurden. Darunter befanden sich Untersuchungen zur Muskelregeneration, zum Wachstum von Sprossen und Mikroalgen sowie zur Überlebensfähigkeit von Wasserorganismen in Mikrogravitation. Die Landung der Kapsel im Pazifischen Ozean erfolgte am 15. Juli 2025.